# William Davin
William Davin (Irisch: Uilliam Dáibhín; * 19. Februar 1890 in Rathdowney, Queen’s County, heute: County Laois; † 1. März 1956 in Dublin) war ein irischer Politiker der Irish Labour Party (Páirtí an Lucht Oibre), der zwischen 1922 und seinem Tode 1956 Mitglied des Dáil Éireann, des Unterhauses des Parlaments (Oireachtas) der Republik Irland, war. Darüber hinaus war er von 1954 bis 1956 Parlamentarischer Sekretär beim Minister für lokale Verwaltung in der zweiten Regierung Costello.

## Leben
William Davin, Sohn des Landwirts Timothy Davin und dessen Ehefrau Ellen Costigan Davin, wurde nach dem Besuch der Rathdowney National School, des St. Kiernan’s College in Kilkenny sowie der Hughes’ Academy in Dublin im April 1907 Verwaltungsmitarbeiter des Eisenbahnunternehmens London and North Western Railway (LNWR) in North Wall. Daneben engagierte sich über viele Jahre in der Gewerkschaft der Eisenbahnangestellten RCA (Railway Clerks Association) und war Vertreter der Eisenbahnagenten, Stationsvorsteher und Angestellten im Exekutivkomitee der RCA sowie Sekretär, Zweigstellensekretär sowie Vorsitzender der Zweigstelle Dublin der RCA. Er engagierte sich auch in der Irish Labour Party und war einer der zwölf Unterzeichner, die 1918 zum Generalstreik gegen die Wehrpflicht aufriefen. Mit dem Rückzug von Labour aus den Wahlen von 1918 unterstützte er den nationalistischen Kandidaten Alfred „Alfie“ Byrne. Im November 1920 erfolgte seine Ernennung zum stellvertretenden Stationsvorsteher sowie 1921 zum Vorsteher des Piers von Dún Laoghaire und bekleidete diese Funktion bis 1943.
Bei den Wahlen vom 16. Juni 1922 kandidierte er für die Irish Labour Party im Wahlkreis Leix Offaly erstmals für einen Sitz im Dáil Éireann, dem Unterhaus des Parlaments (Oireachtas) der Republik Irland, und wurde mit dem landesweit besten Ergebnis von 15.167 Stimmen (46,54 Prozent) erstmals zum Abgeordneten (Teachta Dála) gewählt. Er gehörte dem Dáil als Vertreter des Wahlkreises Leix Offaly nach seinen Wiederwahlen am 27. August 1923, 9. Juni 1927, 15. September 1927, 10. Februar 1932, 24. Januar 1933, 1. Juli 1937, 17. Juni 1938, 23. Juni 1943, 30. Mai 1944, 4. Februar 1948, 30. Mai 1951 sowie 15. Dezember 1954 bis zu seinem Tode am 1. März 1956 fast 34 Jahre lang ununterbrochen an. Während seiner Zeit im Dáil war er viele Jahre lang Parlamentarischer Geschäftsführer (Chief Whip) der Labour-Fraktion und in der Legislaturperiode 1927/28 Vorsitzender des Rechnungsprüfungsausschusses. Er verbrachte die meiste Zeit damit, das Wohnungsproblem anzugehen, da er versuchte, die Bürokratie der Ministerien abzubauen und die Wohnungsverfahren auf Ebene der Bezirksräte (County Councils) zu beschleunigen. Er diente als stellvertretender Vorsitzender der Labour Party und auch als Parteivorsitzender. Er vertrat Irland bei den internationalen parlamentarischen Konferenzen in Bern, Paris und London. Er war hauptberuflich von 1943 bis 1950 Kontrolleur des zur London and North Western Railway gehörenden Bahnhofes North Wall (North Wall railway station).
In der zweiten Regierung Costello war Davin vom 2. Juni 1954 bis zu seinem Tode am 1. März 1956 Parlamentarischer Sekretär beim Minister für lokale Verwaltung.